# Tiocianato mercurico
Il tiocianato mercurico (o solfocianuro mercurico) è il sale di mercurio(II) dell'acido tiocianico, di formula Hg(SCN)2.
A temperatura ambiente si presenta come un solido bianco inodore. È un composto molto tossico, pericoloso per l'ambiente.

## Serpente del Faraone
Mettendo polvere di tiocianato mercurico bagnata con un po' di acetone su di una superficie e dandole fuoco si produce il famoso "Serpente del Faraone", ovvero una protuberanza serpentiforme che parte dalla polvere di questa sostanza. I fumi emessi dalla combustione sono altamente tossici.. La combustione è anche molto pericolosa e può causare incendi.